# Jeroglífico cursivo

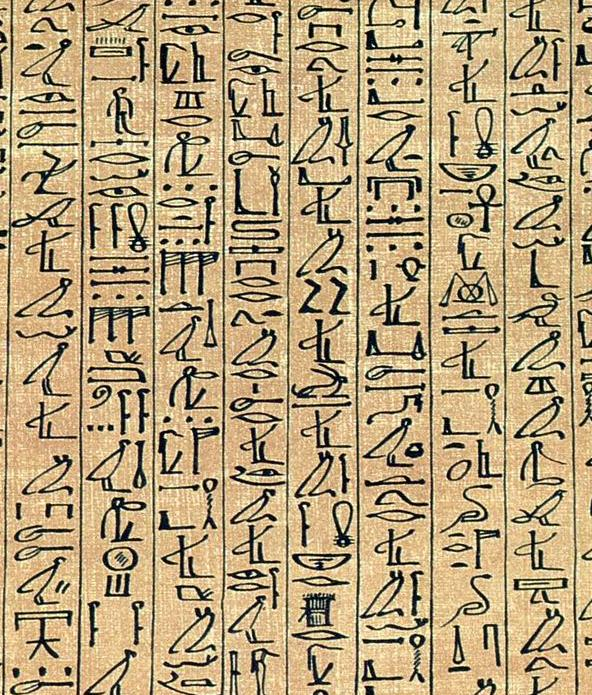
Papiro de Ani escrito en jeroglífico cursivo.

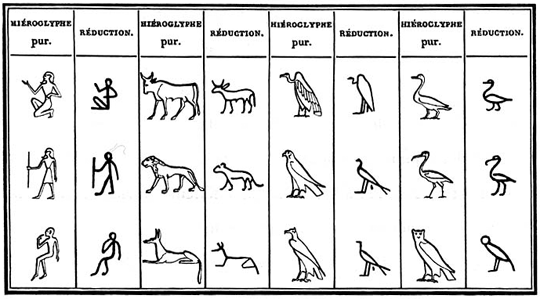
Ejemplos de jeroglíficos con su equivalente reducido (Champollion).

El jeroglífico cursivo (a veces conocido como jeroglífico lineal) es una variedad simplificada de los jeroglíficos egipcios, escritos en tinta sobre papiro o pintado sobre madera o estuco. Fue de uso común en documentos religiosos escritos sobre papiro, como el Libro de los muertos. Muy utilizado durante el período ramésida, muchos documentos famosos, como el Papiro de Ani, lo utilizan. También se emplea su escritura sobre madera para la literatura religiosa como los Textos de los sarcófagos o en paredes estucadas de algunas tumbas, como la de Tutmosis III (KV34).
Este estilo de escritura cursiva fue desarrollado para resolver los dos principales problemas de la escritura jeroglífica sagrada, a saber, el tiempo necesario, muy prolongado, para trazar cada carácter y la dificultad de adaptar esta escritura a las superficies que no son propicias a la grabación. De hecho, se utilizaban jeroglíficos cursivos en textos, donde la estética no tenía una importancia primordial.
Mientras la escritura jeroglífica sagrada daba gran importancia al detalle para que cada símbolo fuese una obra de arte en sí mismo, los jeroglíficos cursivos, de trazos menos precisos, tratan de representarse con el aspecto mínimo figurativo indispensable para el reconocimiento del mismo. Aunque aún conservan algo de su aspecto figurativo, los jeroglíficos cursivos son un paso adelante hacia la abstracción que nos llevará a la escritura hierática.
La escritura en jeroglífico cursivo no debe confundirse con la hierática. La escritura hierática es mucho más "cursiva", con un gran número de ligaduras y signos propios, aunque hay un cierto grado de influencia del hierático en la apariencia visual de algunos signos. Una diferencia importante es que la orientación de los jeroglíficos cursivos no es constante, la lectura puede ser de derecha a izquierda o de izquierda a derecha, dependiendo del contexto, mientras la escritura hierática siempre se lee de derecha a izquierda.